# John Willard Morgan
John Willard Morgan  (Filadélfia, 21 de março de 1946) é um matemático estadunidense, que trabalha com topologia e geometria algébrica.
Morgan estudou na Universidade Rice, onde obteve o bacharelado e em 1969 um doutorado, orientado por Morton L. Curtis, com a tese Stable tangential homotopy equivalences. De 1969 a 1972 foi instrutor na Universidade de Princeton e de 1972 a 1974 professor assistente no Instituto de Tecnologia de Massachusetts. Foi a partir de 1974 professor associado e a partir de 1977 professor na Universidade Columbia. 
Em 2006 formou com Gang Tian uma das três equipes que avaliaram a prova da conjectura de Poincaré por Grigori Perelman. Com Zoltán Szabó e Clifford Taubes provou em 1994 a conjetura de Thom, independentemente por Peter Kronheimer e Tomasz Mrowka.
Foi palestrante convidado do Congresso Internacional de Matemáticos em Berkeley (1986: Trees and hyperbolic geometry) Foi dentre outros editor do periódico Inventiones Mathematicae. Recebeu o Prêmio Levi L. Conant de 2009 e foi eleito membro da Academia Nacional de Ciências dos Estados Unidos. Apresentou a Gauß-Vorlesung da Associação dos Matemáticos da Alemanha. É fellow da American Mathematical Society. 

## Obras
- com Phillip Griffiths: Rational homotopy theory and differential forms, Progress in Mathematics, Volume 16, Birkhäuser, Boston, 1981. ISBN 3-7643-3041-4
- Editor com Hyman Bass: The Smith conjecture, Papers presented at the symposium held at Columbia University, Nova Iorque, 1979, Academic Press 1984
- com Tomasz Mrowka, Daniel Ruberman: The L2-moduli space and a vanishing theorem for Donaldson polynomial invariants, Monographs in Geometry and Topology, II. International Press, Cambridge, MA, 1994.  ISBN 1-57146-006-3
- The algebraic topology of smooth algebraic varieties, Publications Mathématiques de l'IHÉS, Volume 48, 1978, p. 137–204.
- com Robert Friedman: Smooth four-manifolds and complex surfaces, Springer, Ergebnisse der Mathematik und ihrer Grenzgebiete, 1994. ISBN 3-540-57058-6
- The Seiberg-Witten equations and applications to the topology of smooth four-manifolds, Mathematical Notes, Volume 44, Princeton University Press 1996. ISBN 0-691-02597-5
- com Tian Gang: Ricci Flow and the Poincaré Conjecture, Clay Mathematics Institute, 2007
- Recent Progress on the Poincare conjecture and the classification of 3-manifolds (PDF-Datei; 293 kB), Bulletin AMS, Volume 42, 2005, Caderno 1 (recebeu o Prêmio Conant)